# 1864
Pour la série télévisée danoise, voir 1864 (série télévisée).
Cette page concerne l'année 1864 (MDCCCLXIV en chiffres romains) du calendrier grégorien.
L'année 1864 est une année bissextile qui commence un vendredi.

## Événements
- 22 août : convention pour l’amélioration du sort des militaires blessés dans les armées en campagne[1]. Le Comité international de la Croix-Rouge est officiellement créé à Genève.

- 28 septembre : fondation à Londres de l’Association internationale des travailleurs (AIT) connue sous le nom de Première Internationale Socialiste par Marx et Engels, en présence de militants socialistes venus de divers pays européens, dont des Français (dissoute aux États-Unis en 1876)[2].

### Afrique
- 12 janvier : victoire française face aux troupes du Damel du Cayor Lat Dior à la bataille de Loro, au Sénégal[3].
- 25 janvier : mort du négrier brésilien Domingos José Martins (pt), qui laisse une fortune de 163 millions de reis[4]. Le roi du Dahomey Glèlè cède à la France Cotonou, ancien fief de Martins (1868).

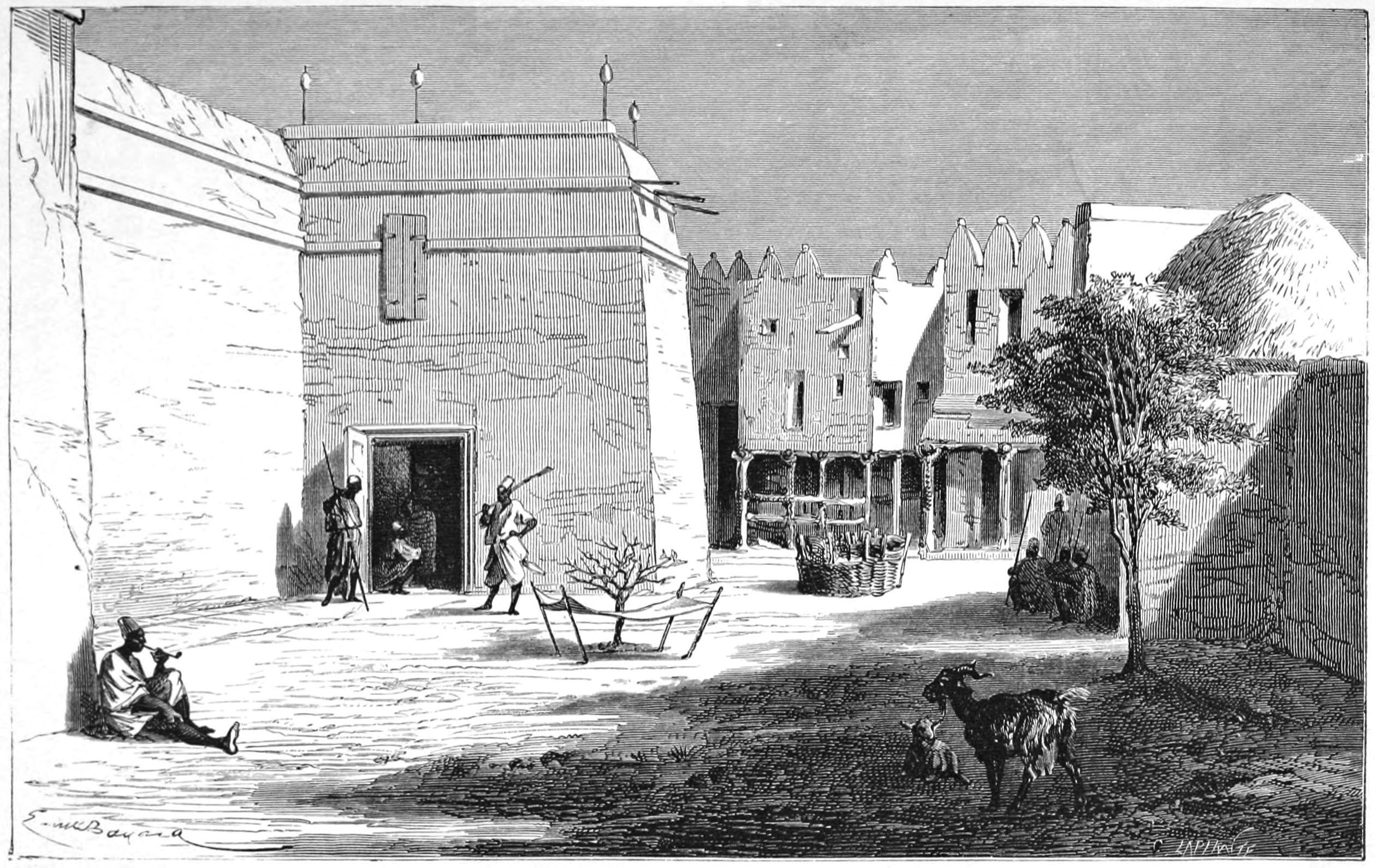
Entrée du palais d’Ahmadou Tall à Ségou. Illustration de l’édition de 1868 du livre d’Eugène Mage, Voyage au Soudan occidental.

- 12 février : mort de El Hadj Omar dans les grottes de Déguembéré. Son fils Ahmadou Tall devient roi de Ségou (fin en 1895)[5]. Il n’a pas les moyens de venir à bout des révoltes menées par les Peuls du Macina et par les Bambara. Il résiste à l’occupation coloniale avant d’être chassé par les Français qui rétablissent la dynastie des Diarra (1890).
- 18 février : l’expédition de Mage-Quintin atteint Ségou[6].
  - Faidherbe, gouverneur du Sénégal, pour nouer des rapports commerciaux et rechercher la route la plus courte entre les bassins du Sénégal et du Niger, envoie le lieutenant Eugène Mage et le Dr Quintin à Ségou, qu’ils atteignent le 18 février et quittent le 6 mai 1866. Mage donne la première description détaillée de l’empire toucouleur de Ségou dans son Voyage au Soudan occidental, édité en 1868. Mais la mission ne donne pas de résultats concrets.

- 14 mars : arrivée de l’expédition de Samuel Baker et Florence Baker, envoyée par le khédive, jusqu’au lac Albert[7].

- 29 juin : Samuel Ajayi Crowther, premier évêque anglican noir du Nigeria, est consacré dans la Cathédrale de Canterbury[8].

- 14 juillet, Madagascar : le Premier ministre Raharo est renversé par son frère Rainilaiarivony sans rencontrer d’opposition (fin en 1895). Rainilaiarivony épouse la reine Rasoherina. Comme il est roturier, la classe des nobles lui est hostile et fomente plusieurs complots contre lui[9].
- Août : les Kololo (ou Makololo) mâles sont massacrés le même jour par le prince Lozi Sipopa, et le royaume Lozi (Barotsé en Zambie actuelle) est rétabli, treize ans après la mort du chef des Kololo Sebitouane (en) (1851)[10].

- 25 août : trêve entre le Dahomey et les Egba d’Abeokuta conclue avec la médiation de l’alaafin d'Oyo[11].

- Expédition du naturaliste allemand Schweinfurth à Hadendoa au Soudan (1864-1866)[12].

#### Afrique du Nord
- 5 février : le sultan du Maroc promulgue un décret (dahir) en faveur des Juifs qui sont proclamés égaux « avec toutes personnes »[13].
- Fin mars, Algérie : les Ouled Sidi-Cheikh se révoltent. Le fils de Si Hamza, Si Slimane, avec l’aide de son oncle Si Lala, soulève les populations du Sud-Oranais[14].
- 8 avril : massacre de la colonne du colonel Beauprête à 50 km de Géryville par les insurgés arabe en Algérie[14].

- Avril, Tunisie : révolte menée par Ali Ben Ghedhahem. La Constitution de 1861 est suspendue le 22 avril sous la pression des conservateurs[15]. Les réformateurs ne peuvent s’appuyer sur les consuls européens, qui considèrent comme inefficace les réformes politiques sans ouverture économique. Le mécontentement populaire se transforme en révolte à la période de collecte des impôts (révolte des Kroumirs et des populations du Sud tunisien). Le mouvement se répand, considérant les nouvelles taxes et la nouvelle législation comme non conforme aux prescriptions coraniques. Les réformateurs sont écartés du pouvoir.

- 22 mai : décès à Alger du maréchal Aimable Pélissier (70 ans), gouverneur général de l’Algérie[14].
- 24 mai : le général Deligny arrive à Géryville pour réprimer insurrection arabe, qui se termine en mars 1865 avec la défaite de Si Lala[14]
- 4 juin : un décret (dahir) ouvre le Maroc au commerce étranger[16].
- 1er septembre : le maréchal Mac-Mahon est nommé gouverneur de l’Algérie[14] (fin en 1870). Il ne peut rétablir le calme, car les tribus révoltées trouvent refuge au Maroc. Les troupes prélevées en Algérie, en particulier la Légion étrangère, pour la guerre au Mexique et l’interdiction de poursuivre les rebelles au Maroc rendent la pacification du Sud-Oranais difficile. L’insécurité règne jusqu’en 1880.

- Régence de Tripoli : le territoire est divisé en deux provinces. La Cyrénaïque, placée sous l’administration directe du sultan ottoman, et la Tripolitaine, gouvernée par un wali, au titre de pacha, qui peut négocier avec des représentants étrangers[17].

- Conférence de la confrérie religieuse des Darquawa. Ses appels respirent une haine féroce des Français[18].
- Le gouvernement français veille à franciser rapidement les Juifs d’Algérie. Des Grands Rabbins nommés par Paris, choisis dans le Nord de la France, sont envoyés à Alger. L’ashkénaze Meïr Charleville, venu de Metz, est nommé Grand Rabbin d’Oran[19].

### Amérique
- 1er avril : Manuel Murillo Toro devient Président de Colombie (fin en 1866)[20].
  - Climat de guerre civile et instabilité politique en Colombie. Le mandat présidentiel est réduit à deux ans. Quinze présidents libéraux se succèdent entre 1864 et 1886. Les libéraux de Colombie sont divisés en extrémistes originaires du Nord, les Golgotas, et en modérés de la capitale, les Draconiens. De leurs divisions naissent l’anarchie et l’insécurité : les gouverneurs provinciaux luttent entre eux, tandis que la guerre civile fait rage entre conservateurs et libéraux des deux tendances. La campagne électorale, quasi permanente, contribue à maintenir l’instabilité.
- 21 mars : bataille de Henderson's Hill, durant la campagne de la rivière Rouge, épisode de la guerre civile américaine.

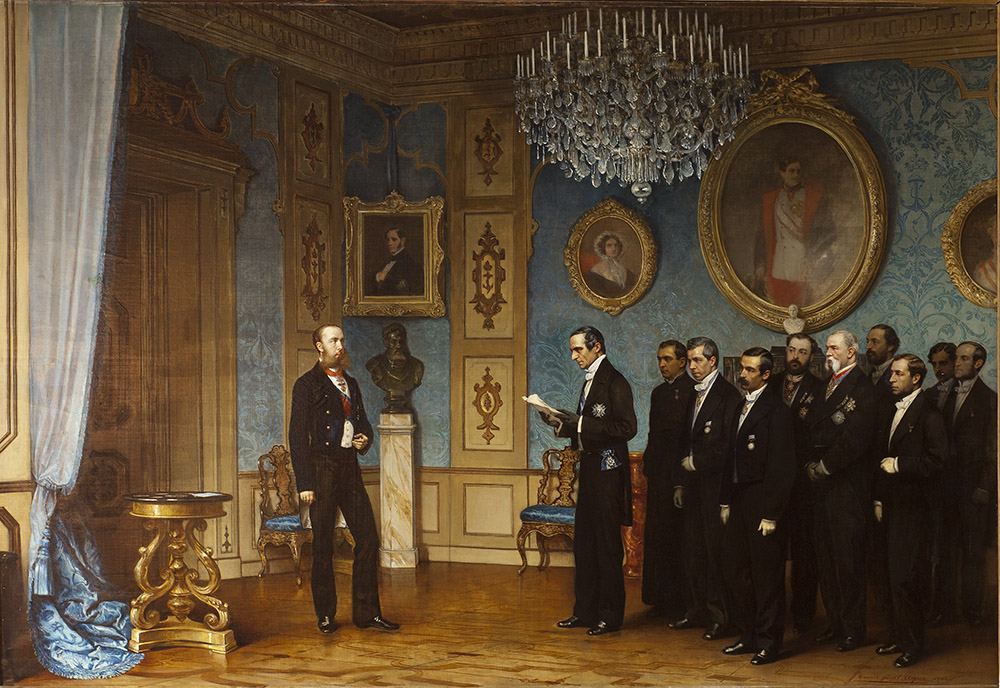
10 avril : Maximilien empereur du Mexique.

- 10 avril : convention de Miramar ; l’archiduc Maximilien accepte la couronne d’empereur du Mexique (fin en 1867) et s’engage à payer les frais de l’expédition française[21].
- 14 avril : une flotte espagnole s’empare des îles Chincha, riches en gisements de guano. Le Chili et la Bolivie se joignent au Pérou contre l’Espagne. Début de la guerre hispano-sud-américaine[22].
- 15 mai : victoire espagnole à la bataille de Montecristi, pendant la guerre de Restauration en République dominicaine[23].
- 28 mai, Mexique : l'archiduc Maximilien Ier du Mexique débarque à Veracruz après que la population de Mexico s’est prononcée en faveur de l’intervention française[21].

- 12 juin : arrivée de l'archiduc Maximilien à Mexico[21].

- 1er - 9 septembre : conférence de Charlottetown pour discuter de la confédération canadienne[24].

- 10-27 octobre : conférence de Québec pour discuter de la confédération canadienne[24].

- 12 novembre : début de la guerre de la Triple Alliance ou première guerre du Chaco au Paraguay (fin en 1870). Le Paraguay déclare la guerre au Brésil qui soutient activement les révolutionnaire uruguayen afin de mettre un terme à l’alliance du Paraguay et de l’Uruguay. Les troupes du président Francisco Solano López envahissent le Mato Grosso Brésilien (12 novembre)[25]. L’Argentine, l’Uruguay et le Brésil écraseront et dépouilleront le Paraguay, seul pays ou les Indiens étaient parvenus à préserver leur identité. La guerre du Paraguay fait 330 000 victimes. Le pays perd la moitié de ses habitants.

- 28 décembre : coup d’État en Bolivie. Le général Mariano Melgarejo fait déposer José María de Achá et devient président (fin en 1871)[26].

- Décembre : conflit entre l’empereur Pedro II du Brésil, qui ne veut pas laisser diffuser une encyclique pontificale contre la franc-maçonnerie, et les évêques. Après dix ans de luttes et de négociations, l’empereur a le dernier mot[27].

#### États-Unis
- Mars : début de la longue marche de 8 000 Navajos, vaincus le 15 janvier par Kit Carson au canyon de Chelly, vers la réserve de Fort Sumner, Nouveau-Mexique[28].
- 3-4 mai : l’armée du Potomac passe le Rapidan. Le général Grant envahit la Virginie (Overland Campaign, fin en avril 1865) pendant que le général Sherman avance sur la Géorgie (fin en septembre)[29].
- 13 - 15 mai : bataille de Resaca[30].
- 31 mai - 12 juin : victoire de Lee à la bataille de Cold Harbor, dernière offensive victorieuse des sudistes[30].

- 15 juin : le Congrès vote une loi accordant l’égalité de traitement aux soldats noirs[31].

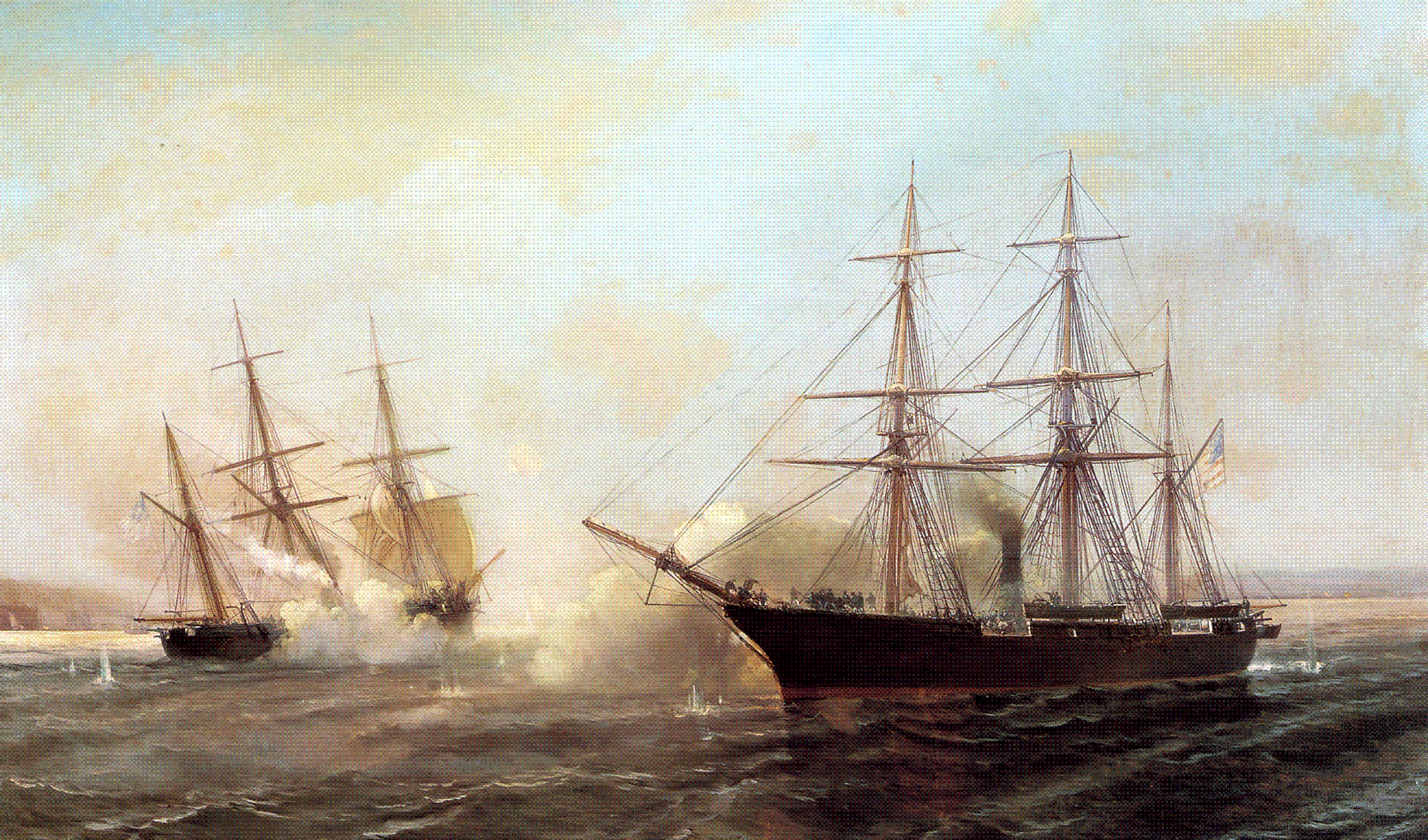
19 juin : Combat naval à Cherbourg (Jean-Baptiste Henri Durand-Brager)

- 19 juin : bataille navale entre le corsaire sudiste CSS Alabama et le bateau nordiste USS Kearsarge au large de Cherbourg : le CSS Alabama est coulé[30].

- 4 juillet : loi sur les contrats de travail (Contract Labor Law)[32]. Elle permet aux entreprises de signer des contrats avec des travailleurs étrangers si ceux-ci acceptent d’abandonner 12 mois de salaire pour payer leur émigration.
- 22 juillet : bataille d'Atlanta[33].

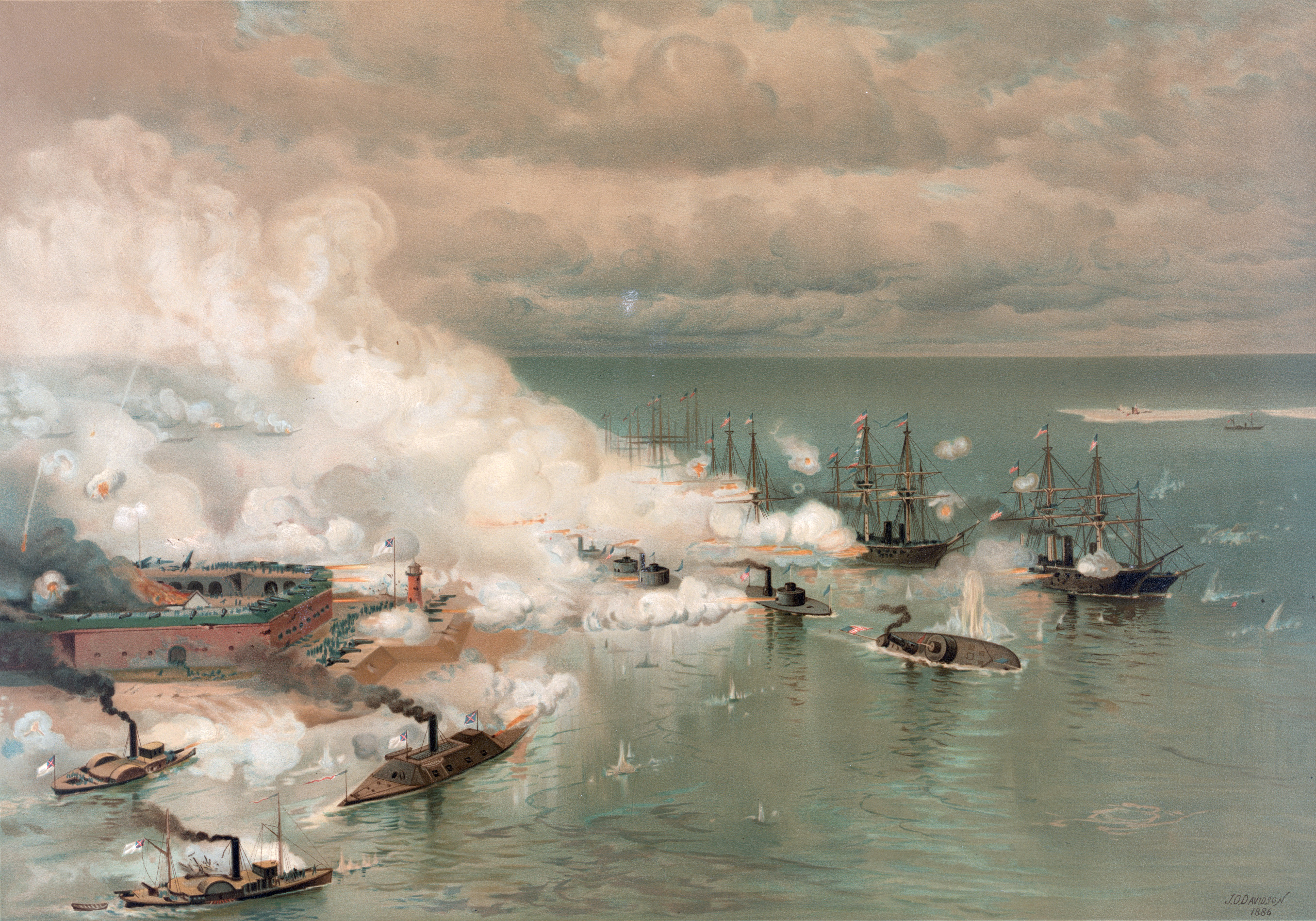
5 août : bataille de la baie de Mobile, par Louis Prang.

- 5 août : bataille de la baie de Mobile[30].
- 1er septembre : Les Confédérés évacuent Atlanta[33].

- 31 octobre : entrée du Nevada dans l’Union[34].

- 8 novembre : réélection de Lincoln[35].
- 15 novembre : le général Sherman marche d'Atlanta vers la mer (Sherman's March to the Sea)[35]. Il atteint Savannah, prise le 22 décembre[36] et la Caroline du Sud (février-mars 1865).
- 19 novembre : les confédérés conduits par Hood envahissent le Tennessee, espérant couper la route aux renforts de Sherman[33].
- 29 novembre : la milice du Colorado du colonel John Chivington massacre un groupe paisible d’Indiens cheyennes à Sand Creek[37].

- 15-16 décembre : l’armée confédérée de Hood est détruite par Thomas près de Nashville[36].

### Asie et Pacifique
- 16 janvier, Corée : début du règne de Kojong à la mort de Cheoljong[38]. Incapable de maîtriser la crise sociale, le clan Kim, au pouvoir depuis 1801, est éliminé sur ordre de la reine-mère, Cho[39]. Ha-eung, père du roi Kojong encore enfant, s’empare du pouvoir avec l’appui de la reine Cho sous le titre de Daewongun (prince de la Grande Cour). Il déclare le christianisme hors la loi, et repousse les interventions militaires de la France (1866) et des États-Unis (1871). Daewongun essaye d’éliminer la corruption et de restaurer le prestige de l’État[40].
- 21 janvier : début de la campagne de Tauranga (en). Batailles de Gate Pa (29 avril) et de Te Ranga (21 juin) entre Européens et Māori[41]. Confiscation de terres māori dans l’île Nord de la Nouvelle-Zélande (1864-1867).
- 10 mars : le fondateur du Tonghak, Ch’oe Che-u, est exécuté en Corée[42].

- 30 avril : Léon Roches, représentant de la France, prend ses fonctions à Edo ; il engage la France à soutenir le shogunat[43].

- 9 mai : arrivée des premiers bagnards en Nouvelle-Calédonie, qui est dotée d’un pénitencier[44].

- Mai : début de la rébellion de Mito contre le Shogunat au Japon (fin en janvier 1865)[45].
- Printemps, Japon : le diplomate britannique Ernest Satow rencontre Itō Hirobumi et Inoue Kaoru, qui viennent de se rendre en Angleterre, envoyés par le daimyô du Chōshū[46]. Les deux samouraï négocient avec les Britanniques pour obtenir des armes modernes contre le shogun et amener au pouvoir les partisans de l’empereur.

- 1er juin, Chine : mort de Hong Xiuquan, chef du royaume céleste des Taiping, de maladie (intoxication alimentaire)[47] ou de suicide (en avalant des feuilles d’or)[48].
- 9-12 juin : le général russe Mikhaïl Tcherniaïev assiège et prend Turkestan[49].

- 9 juillet, Japon : affaire Ikedaya, incident armé entre les Ishin Shishi, une force anti shogunale en provenance du domaine de Chōshū, et le Shinsen gumi, une unité armée du Bakufu[50].
- 19 juillet : une armée chinoise sous le commandement du général britannique Charles George Gordon reprend Nankin et met fin à la rébellion Taiping[47]. Cent mille révoltés Taiping sont tués. En quinze ans de révolte, six cents villes ont été détruites et le nombre des victimes est estimé à vingt millions. Des combats sporadiques se poursuivent jusqu’en 1868, mais l’aventure des Taiping est terminée.

- 20 août :
  - Hawaï : Kamehameha V promulgue une nouvelle Constitution, aristocratique et censitaire, édictée sous l’influence du français Charles de Varigny, qui élimine du suffrage la population d’origine américaine[51].
  - Japon : rébellion des portes Hamaguri[52].

- 1er septembre, Japon : début de la première expédition de Chōshū menée par le shogunat Tokugawa contre le domaine de Chōshū en représailles à l’attaque du palais impérial lors de la rébellion des portes Hamaguri[53].

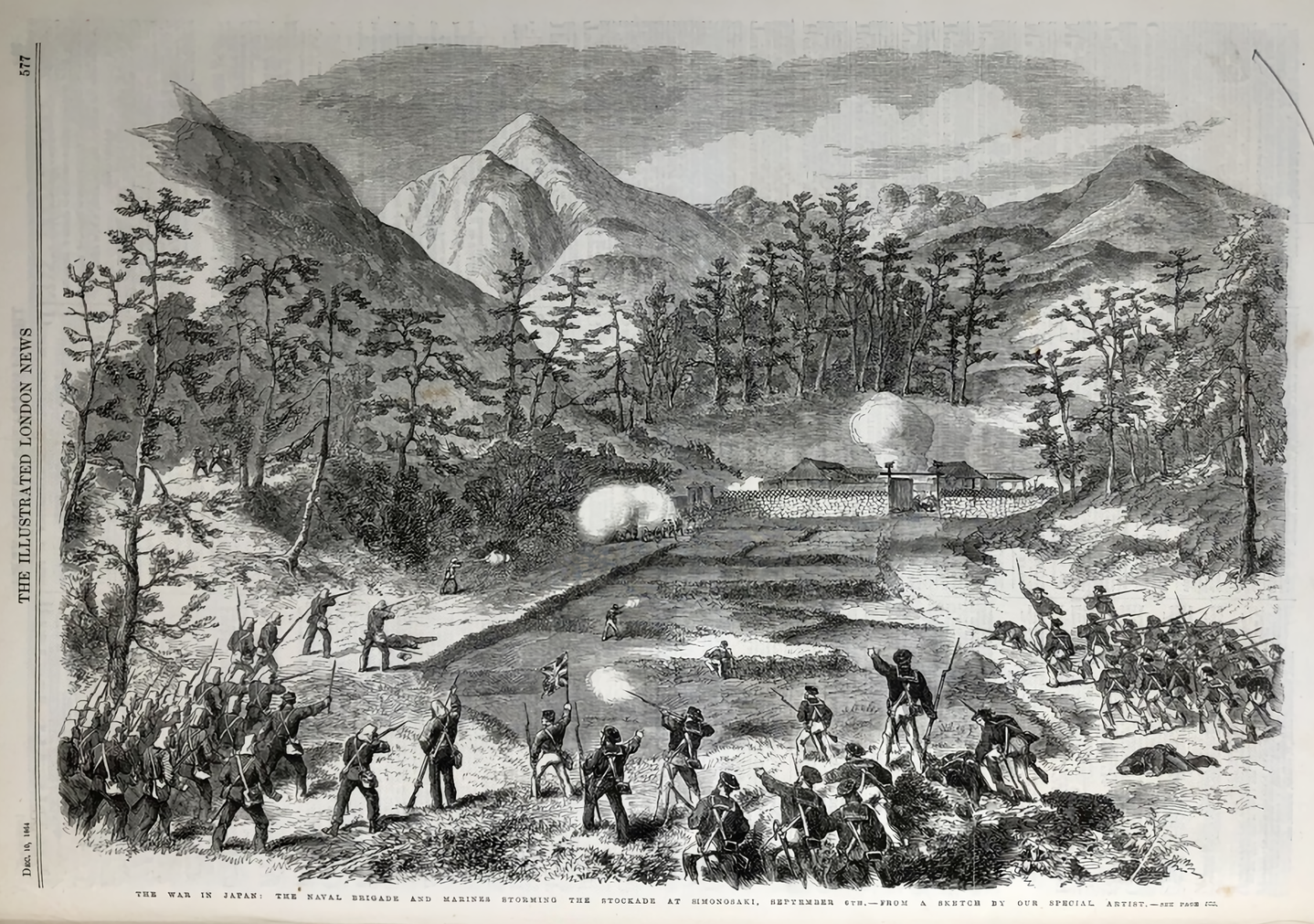
5 septembre : bombardement de Shimonoseki

- 5-6 septembre, Japon : bombardement de Shimonoseki par des navires de guerre occidentaux[54]. Les troupes occidentales alliées débarquent dans le port et font sauter les dépôts de munition et les fortifications de la ville. Le shogun doit négocier la paix, en l’achetant par des autorisations de commerce, faute de pouvoir payer les indemnités réclamées. Le mouvement contre les étrangers prend fin.
- 6 septembre, Liban : révision du statut organique de 1861[55]. Da’ud Pacha est à nouveau nommé gouverneur, par la Porte et les puissances (France, Royaume-Uni, Italie), pour un mandat de cinq ans. Le majlis central est maintenu avec douze membres et une répartition confessionnelle définitive : quatre maronites, trois druzes, deux grecs orthodoxes, un melchite, un sunnite et un métuali.

- 4 octobre (22 septembre du calendrier julien) : prise de Tchimkent par les Russes, qui progressent dans le Turkestan[56].

- 12 novembre : guerre des Duars entre le Bhoutan et les Britanniques[57]. La paix est signée à Sinchula le 11 novembre 1865. Le Bhoutan est contraint de céder des territoires (Duars ) aux Indes britanniques en échange d’une pension annuelle[58].
- 17 novembre, Liban : l’opposant maronite Youssef Bey Karam rentre de son exil à Smyrne[59]. Le gouverneur Da’ud Pacha, entame un second mandat, marqué par une agitation politique. Il tente de négocier avec le parti clérical, qui attend beaucoup du soutien de la France. Ce parti réclame le départ de Da’ud et la nomination d’un Libanais pour un Liban unifié.

- Fondation en Inde du mouvement fondamentaliste issu du wahhabisme Ahl-i Hadīth (de)[60].
- Indonésie : loi de comptabilité, appliquée en 1867. Elle prévoit que le budget pour l’administration des Indes néerlandaises doit être voté par le Parlement[61].

### Europe

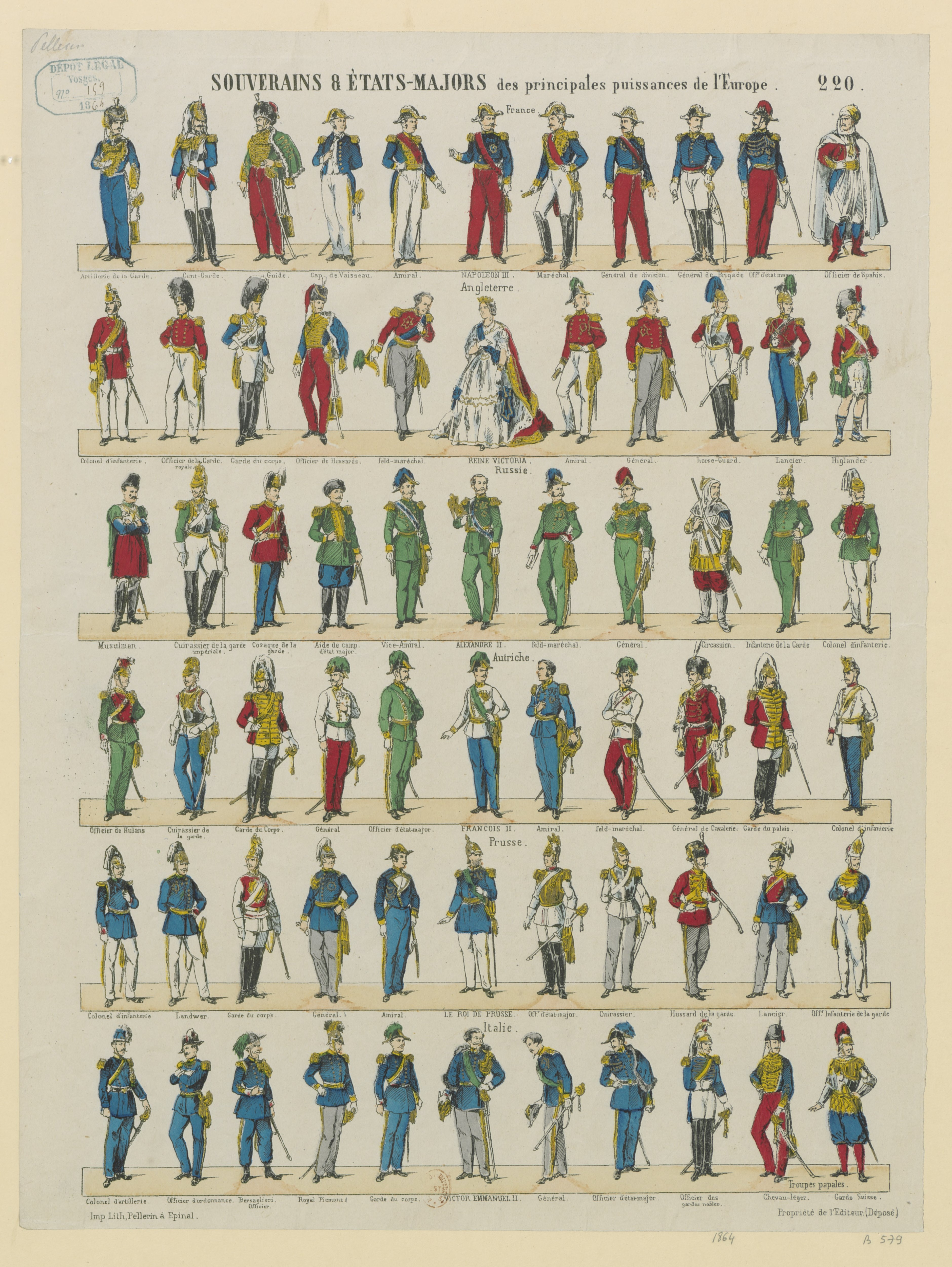
Souverains et États-Majors des principales puissances d'Europe en 1864 : France - Royaume-Uni - Russie - Autriche - Prusse - Italie.

- 13 janvier (1er janvier du calendrier julien) : statut des institutions territoriales en Russie[62]. Création des zemstvos : assemblées de district élues pour trois ans et rassemblant trois collèges (grands propriétaires, citadins, paysans), élisant à leur tour une assemblée de province. Ils gèrent sous la tutelle de l’administration la santé, l’instruction, les transports et les aides à la vie économique.

- 16 janvier, guerre des Duchés : Vienne et Berlin exigent l’abrogation de la Constitution unitaire du 18 novembre 1863 entérinant la séparation des duchés de la confédération germanique ; après le refus de Christian IX de Danemark, les troupes prussiennes et autrichiennes chassent les Danois et occupent les duchés de Schleswig et de Holstein[63].

- 17 janvier : chute du cabinet du marquis de Miraflores en Espagne, remplacé par Lorenzo Arrazola[64], puis le 1er mars Mon et le 16 septembre par Narváez[65]. Les progressistes se retirent du gouvernement d’union libérale. Isabelle II d'Espagne tente de rétablir un pouvoir absolu soutenu par les modérés, très impopulaires à cause de leur politique répressive contre les opposants. Les généraux progressistes Serrano et Prim tentent vainement sept pronunciamientos en quatre ans.

- 1er février, guerre des Duchés : les troupes coalisées envahissent le Schleswig[21].

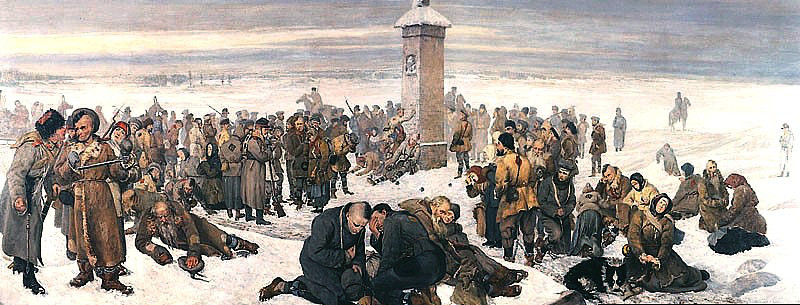
L'exil des insurgés Polonais en Sibérie, selon une toile d'Aleksander Sochaczewski

- 21 février : bataille d’Opatów[66]. L’insurrection polonaise est matée au début de l’année et le gouvernement du tsar intensifie son programme de russification. Le polonais est aboli comme langue officielle et la langue russe introduite dans les écoles.

- 3 mars (19 février du calendrier julien) : réforme agraire en Pologne. Les paysans reçoivent la terre sans rachat[67].

- 10 mars : Louis II succède à son père Maximilien II comme roi de Bavière.

- 17 mars, guerre des Duchés : échec d’une tentative prussienne d’affaiblir le blocus danois au combat de Rügen[68].

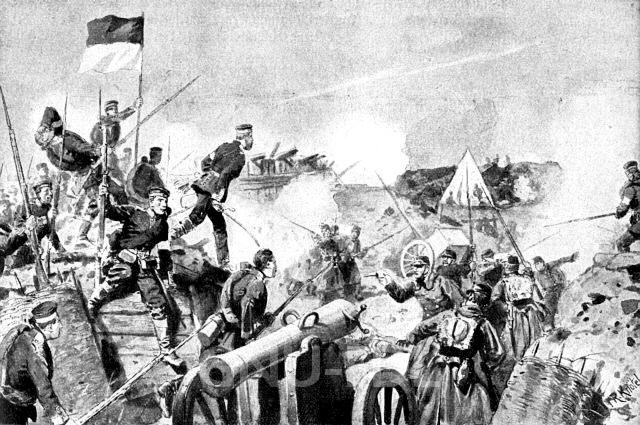
18 avril : bataille de Dybbøl (Guerre des Duchés).

- 18 avril, guerre des Duchés : bataille de Düppel les coalisés s’emparent des lignes fortifiées de Düppel[21].

- 2 mai : le prince de Roumanie Alexandre-Jean Cuza dissout la Chambre et soumet à plébiscite une réforme constitutionnelle qui augmente les pouvoirs du prince et augmente le droit de suffrage[69].

- 9 mai : victoire navale danoise à la bataille de Heligoland[68].

- 25 mai : loi sur les coalitions en France.

- 2 juin (21 mai du calendrier julien) : les îles Ioniennes, qui formaient la République des Îles Ioniennes, sont rattachées à la Grèce, après le départ des Britanniques, qui les contrôlaient sous la forme d'un protectorat depuis 1815[70].

- 7 juin, Tromsø : départ d’une première expédition arctique du Suédois Adolf Erik Nordenskiöld (1832-1900) dans la région du Spitzberg, (1864-1873)[71].

- 25 juin : Charles Ier succède à son père Guillaume Ier comme roi de Wurtemberg.

- 16 juillet : fondation de l’Université de Bucarest[72].

- 26 juillet : statut des écoles primaires publiques en Russie[73].

- 5 août : Romuald Traugutt, l’un des principaux dirigeants de l’insurrection polonaise, est pendu à Varsovie avec quatre de ses compagnons.

- 26 août : Alexandre-Jean Cuza de Roumanie fait passer une réforme agraire fondé sur l’abolition de la corvée et l’appropriation des terres aux paysans[69]. Les paysans corvéables doivent racheter leur liberté. La réforme agraire concerne 500 000 familles qui peuvent s’approprier plus de deux millions d’hectares. Les boyards gardent le tiers de leurs domaines et sont immédiatement indemnisés par l’État à qui les paysans remboursent en 35 annuités.

- 30 octobre, guerre des Duchés : par le traité de Vienne, le Danemark cède à la Confédération germanique les duchés du Holstein, du Lauenbourg et du Schleswig ainsi qu’une partie du Jütland, qui seront administrés par la Prusse et l’Autriche. Le pays perd ainsi les deux cinquièmes de sa superficie[21].

- 30 octobre, 2 et 4 décembre : code pénal, code de procédure pénale et code civil inspirés du Code Napoléon en Roumanie[74].

- 17 novembre : le roi Georges Ier de Grèce signe la nouvelle Constitution, qui met en place une monarchie constitutionnelle en Grèce[75].

- 19 novembre : statut des établissements secondaires en Russie[76].

- 20 novembre : réforme judiciaire en Russie[77] (commission Zaroudny) : égalité devant la loi, indépendance et inamovibilité des juges, jury, juges de paix élus par les zemstvos, tribunaux d’arrondissement, chambres de justice jugeant en appel.

- 8 décembre : publication de l’encyclique Quanta Cura et du Syllabus[78]. Le pape Pie IX condamne le rationalisme, le libéralisme et la société moderne, inspirée par les principes des Lumières.

- 15 décembre : le prince de Roumanie fait proclamer l’autocéphalie de l’Église roumaine[79]. Le patriarche de Constantinople ne l’acceptera qu’en 1885.

## Naissances en 1864
- 1er janvier :
  - Anastas Bocarić, peintre dalmate puis yougoslave († 17 avril 1944).
  - Qi Baishi, peintre chinois († 16 septembre 1957).
  - Edward Sansot, poète français († 15 juin 1926).
- 3 janvier : Jan van der Linde, peintre néerlandais († 8 mars 1945).
- 7 janvier : Philip Jaisohn, homme politique, militant indépendantiste et journaliste coréen puis américain († 5 janvier 1951).
- 8 janvier : Henri Gaston Darien, peintre français († 7 janvier 1926).
- 11 janvier : Augusto Severo de Albuquerque Maranhão, homme politique, journaliste et aérostier brésilien († 12 mai 1902).
- 13 janvier :
  - Hanna Hirsch-Pauli, peintre suédoise († 29 décembre 1940).
  - Wilhelm Wien, physicien prussien († 30 août 1928).
- 22 janvier : Gabriel Ferrand, orientaliste français († 31 janvier 1935).
- 30 janvier : Jeanne Donnadieu, peintre française († 11 mai 1941).

- 1er février : Georges Le Cadet, astronome français († 12 mars 1933).
- 12 février : Kate Claghorn, sociologue et économiste américaine († 1938).
- 13 février :
  - Hugo Becker, violoncelliste et compositeur allemand d'origine alsacienne († 30 juin 1941).
  - Jean Veber, dessinateur de presse et peintre français († 28 novembre 1928).
- 16 février : Georges Tardif, peintre français († 26 décembre 1932).
- 17 février : Jozef Murgaš, inventeur, peintre, homme politique, collectionneur et prêtre catholique serbe et américain († 11 mai 1929).
- 18 février : Claude Firmin, peintre français († 8 décembre 1944).
- 19 février : Jean Verdier, cardinal français († 9 avril 1940).
- 22 février : Jules Renard, écrivain français († 22 mai 1910).
- 26 février :
  - Alfred Bachelet, compositeur et chef d'orchestre français († 10 février 1944).
  - Antonín Sova, poète tchèque († 16 août 1928).
- 27 février : Joseph Jemain, musicien, organiste, chef d'orchestre et compositeur français († 1954).
- 28 février : Nikolaï Mechtcherine, peintre russe († 22 octobre 1916).
- 29 février :
  - René Veillon, peintre français († 18 avril 1920).
  - Adolf Wölfli, artiste suisse d'art brut († 6 novembre 1930).

- 2 mars : Victor Charreton, peintre français († 26 novembre 1936).
- 7 mars : Denis Henry, homme politique britannique († 1er octobre 1925).
- 11 mars : Henri Rivière, peintre, graveur et lithographe français († 24 août 1951).
- 13 mars : Alexi von Jawlensky, peintre russe († 15 mars 1941).
- 19 mars : Alberto Pisa, peintre italien († 15 juillet 1936).
- 23 mars : Louis Glass, compositeur danois († 22 janvier 1936).
- 29 mars : Henri Lutz, compositeur et enseignant français († 9 septembre 1919).

- 1er avril : Roger-François Picquefeu, peintre français († 21 mars 1956).
- 2 avril : Veloso Salgado, peintre portugais († 22 juillet 1945).
- 4 avril : Rodolphe Berger, compositeur et mélodiste autrichien († 18 juillet 1916).
- 8 avril : Chaufea Veang Thiounn, ministre du palais cambodgien († septembre 1946).
- 10 avril :
  - Eugen d’Albert, compositeur et pianiste allemand († 3 mars 1932).
  - Guido Sigriste, peintre suisse († 14 mars 1915).
- 12 avril : Constantin Ganesco, peintre et sculpteur roumain († 21 février 1951).
- 21 avril : Max Weber, sociologue et économiste allemand († 14 juin 1920).
- 22 avril : François Joseph Vernay, peintre impressionniste suisse († 26 janvier 1950).
- 27 avril : Paul Buffet, peintre, illustrateur et prêtre français († 1941).
- 29 avril : Léon Henri Ruffe, peintre et graveur français († 31 août 1951).

- 1er mai : Wanda Wojnarowska, institutrice et militante socialiste franco-polonaise († 15 avril 1911).
- 4 mai : Joseph Meissonnier, peintre français († 4 novembre 1943).
- 6 mai : Abel-Dominique Boyé, peintre français († 1934).
- 10 mai : Léon Gaumont, inventeur et industriel français († 9 août 1946).
- 12 mai : Victor Billiard, peintre français († 13 décembre 1952).
- 15 mai : Vilhelm Hammershøi, peintre Danois († 13 février 1916).
- 16 mai :
  - Robert Noir,  peintre, illustrateur et aquarelliste français († 13 mai 1931).
  - László Szapáry, homme politique et diplomate hongrois († 12 octobre 1939).
- 17 mai : Ante Trumbić, homme politique croate († 17 novembre 1938).
- 18 mai : Jan Veth, peintre, graveur, poète, critique d'art, professeur d'histoire de l'art et d'esthétique néerlandais († 1er juillet 1925).
- 22 mai :
  - Édouard Delduc, graveur sur bois, peintre et céramiste français († 14 juin 1940).
  - Willy Stöwer, peintre allemand († 31 mai 1931).

- 1er juin : Gustav van Treeck, peintre-verrier allemand († 12 janvier 1930).
- 2 juin : Ben Webster, acteur anglais († 26 février 1947).
- 6 juin : Joseph de Joannis, homme d'Église et entomologiste amateur français († 27 octobre 1932).
- 11 juin : Richard Strauss, compositeur et chef d'orchestre († 8 septembre 1949).
- 14 juin :
  - Aloïs Alzheimer, neuropsychiatre allemand († 19 décembre 1915).
  - Georges Chénard-Huché, peintre et compositeur français († 5 septembre 1937).
- 15 juin :
  - Guy Ropartz, compositeur français († 22 novembre 1955).
  - Lydia Avilova, écrivaine russe puis soviétique († 27 septembre 1943).
- 16 juin : Sergueï Ivanov, peintre et graphiste russe († 16 août 1910).
- 20 juin : Kārlis Balodis, économiste letton († 13 janvier 1931).
- 21 juin :
  - Jean-Marie Corre, coureur cycliste puis fabricant de bicyclettes français († 18 septembre 1915).
  - Eduard Frankfort, peintre néerlandais († 19 août 1920).
- 23 juin : Sándor Simonyi-Semadam, homme d'État hongrois († 4 juin 1946).
- 29 juin : Anton Beer-Walbrunn, compositeur allemand († 22 mars 1929).
- ? juin : Charles Louis Eugène Assezat de Bouteyre, peintre français († 1942).

- 3 juillet : Eugène Trigoulet, peintre, dessinateur et graveur français († juin 1910).
- 5 juillet : Stephan Krehl, compositeur, pédagogue et théoricien allemand († 9 avril 1924).
- 6 juillet : Alberto Nepomuceno, compositeur et chef d'orchestre brésilien († 16 octobre 1920).
- 11 juillet : Peter Deunov, philosophe et théologien bulgare († 27 décembre 1944).
- 20 juillet : Gaston Carraud, compositeur et critique musical français († 15 juin 1920).
- 29 juillet : Émile Daumont-Tournel, architecte, peintre verrier et artiste décorateur français († 17 mai 1935).
- 5 août : Léon Léon-Dufour, historien et généalogiste français († 26 novembre 1936).

- 6 août :
  - Hermann Delpech, peintre français († 1945).
  - Jules Flour, peintre français, membre du Groupe des Treize († 10 février 1921).
- 8 août :
  - Berthe Mouchel, peintre française († 6 août 1951).
  - Giuseppe Pennella, général italien († 15 septembre 1925).
- 13 août : Henri Woollett, compositeur français († 9 octobre 1936).
- 15 août : Paul Cornoyer, peintre impressionniste américain († 17 juin 1923).
- 29 août : Louis Hayet, peintre post-impressionniste français († 27 décembre 1940).
- 31 août : Ajjada Adibhatla Narayana Dasu, écrivain, compositeur, musicien et littérateur indien († 2 janvier 1945).

- 7 septembre : Émile Chautard, acteur et réalisateur américain d'origine française († 24 avril 1934).
- 14 septembre :
  - Julien Féron, peintre français († 6 février 1944).
  - Ernest Marché, peintre paysagiste et conservateur de musée français († 18 mai 1932).
- 20 septembre :
  - Louis Chassevent, écrivain, peintre et critique d'art français († 1935).
  - Louis Martin, médecin et bactériologiste français († 13 juin 1946).
- 21 septembre : Henriette Daux, peintre, pastelliste et auteure française († 8 juin 1953).
- 25 septembre : Eugène Lomont, peintre français († 12 janvier 1938).
- 26 septembre : Henri Muffang, linguiste, espérantiste, germaniste, traducteur et anthropologue français († 22 décembre 1944).

- 1er octobre : Marie Baudet, peintre française († 6 avril 1917).
- 5 octobre : Louis Lumière, cinéaste français († 10 avril 1954).
- 6 octobre : Henri-Charles Daudin, peintre français († 10 janvier 1917).
- 11 octobre :
  - Alix Fournier, compositeur français († 12 septembre 1897).
  - Ludwig Rottenberg, compositeur et chef d'orchestre allemand/autrichien († 6 mai 1932).
  - Ludovic Vallée, peintre pointilliste français († 16 septembre 1939).
- 12 octobre : Kamini Roy, poétesse, assistante sociale et féministe bengali de l'Inde britannique († 27 septembre 1833).
- 17 octobre : Robert Lansing, homme politique américain († 30 octobre 1928).
- 19 octobre : Li Yuanhong, général et homme politique chinois († 3 juin 1928).

- 5 novembre : Margaret MacDonald Mackintosh, peintre britannique († 10 janvier 1933).
- 9 novembre : Paul Sérusier, peintre français († 7 octobre 1927).
- 11 novembre :
  - Maurice Leblanc, écrivain français († 6 novembre 1941).
  - Camille Gabriel Schlumberger, peintre et décorateur français († 1958).
- 12 novembre : William Collier Sr., acteur, dramaturge et metteur en scène américain († 13 janvier 1944).
- 14 novembre :
  - William Didier-Pouget, peintre français († 12 septembre 1959).
  - Robert Smythe Hichens, journaliste, romancier, auteur de nouvelles, parolier et critique musical britannique († 20 juillet 1950).
- 19 novembre : George Barbier, acteur américain († 19 juillet 1945).
- 24 novembre :
  - Raymond Sabouraud, médecin, peintre et sculpteur français († 4 février 1938).
  - Henri de Toulouse-Lautrec, peintre français († 9 septembre 1901).
- 26 novembre : Auguste Charlois, astronome français († 26 mars 1910).
- 29 novembre : Auguste Ramel, peintre français († 9 décembre 1942).

- 3 décembre :
  - Anna Boberg, artiste et peintre suédoise († 27 janvier 1935).
  - Giuseppe Ferdinando Piana, peintre italien († 29 avril 1956).
- 6 décembre : Alberico Albricci, militaire et homme politique italien († 2 avril 1936).
- 8 décembre : Camille Claudel, sculpteur français († 19 octobre 1943).
- 10 décembre : Eugène Delâtre, graveur, peintre, aquarelliste et imprimeur français († 24 septembre 1938).
- 14 décembre : Frank Campeau, acteur américain († 5 novembre 1943).
- 17 décembre : François-Maurice Lard, peintre et pastelliste français († 26 novembre 1908).
- 20 décembre : Takeuchi Seihō, peintre japonais du genre nihonga († 23 août 1942).
- 27 décembre :
  - Hermann-Paul, peintre et illustrateur français († 23 juin 1940).
  - Joseph Lauber, compositeur et chef d'orchestre suisse († 28 mai 1952).
- 31 décembre : Hans am Ende, peintre allemand († 9 juillet 1918).

- Date précise inconnue :
  - William Gerard Barry, peintre irlandais († 9 septembre 1941).
  - Tom Bates, acteur américain († 11 avril 1930).
  - Arsène Chabanian, peintre français d'origine arménienne († avril 1949).
  - Céline Deldebat de Gonzalva, peintre française († 1950).
  - Hjalmar Ganson, peintre russe puis soviétique d'origine suédoise († ?).
  - Emily Patricia Gibson, féministe néo-zélandaise († 24 avril 1947).
  - Fred Montague, acteur britannique († 3 juillet 1919).
  - Beatrice Offor, peintre ritannique († 7 août 1920).
  - Enrico Ravetta, peintre italien († 1939).
  - Billie Reeves, acteur britannique († 29 décembre 1943).
  - Spyros Spyromilios, officier de gendarmerie grec pendant la Première Guerre balkanique († 19 mai 1930).
  - Shivkar Bapuji Talpade, pionnier de l'aviation indienne († 1916).
  - Ludovic Vallée, peintre pointilliste français († 1939).

- Vers 1864 :
- Deve Toganivalu, chef autochtone fidjien († 21 février 1939).

## Décès en 1864
- 4 janvier : Mateo Ferrer, compositeur espagnol (° 1788).
- 8 janvier :
  - Victor Dourlen, compositeur français (° 3 novembre 1780).
  - Wilhelm Krause, peintre allemand (° 27 février 1803).
- 13 janvier : Mary Roberts, femme de lettres britannique (° 18 mars 1788).
- 14 janvier : Jean-Joseph Soulouque, prince haïtien (° 4 décembre 1784).
- 15 janvier : Isaac Nathan, compositeur, musicologue et journaliste britannique (° 1790).
- 16 janvier: Cheoljong, 25e roi de Joseon (°25 juillet 1831)
- 27 janvier : Leo von Klenze, architecte allemand (° 29 février 1784).
- 28 janvier : Émile Clapeyron, ingénieur et physicien français (° 26 février 1799).

- 4 février : Louis-Félix Amiel, peintre français (° 3 mars 1802).
- 12 février : El Hadj Oumar Tall, conquérant et souverain Toucouleur (° entre 1794 et 1797).
- 16 février : Auguste Adrien Edmond de Goddes de Varennes, peintre et écrivain français (° 24 mars 1801).

- 2 mars : Jean Alaux, peintre français (° 15 janvier 1786).
- 10 mars : Ch'oe Che'u, prédicateur coréen (° 18 décembre 1824).
- 17 mars : Alexandre Calame, peintre suisse (° 28 mai 1810).
- 23 mars : Antoine Rivoulon, peintre d'histoire français (° 16 février 1810).

- 27 avril : Yánnis Makriyánnis, homme politique grec (° 1797).

- 2 mai : Giacomo Meyerbeer, compositeur allemand (° 5 septembre 1791).
- 8 mai : César Malan, enseignant, pasteur protestant et compositeur de cantiques suisse (° 7 juillet 1787).
- 11 mai : Julien-Léopold Lobin, maître verrier français (° 8 février 1814).

- 1er juin :
  - Joaquim Gomes de Souza, homme politique et mathématicien brésilien (° 15 février 1829).
  - Baptistin Poujoulat, historien français (° 11 novembre 1809).
- 4 juin : Ramón Matías Mella, homme politique dominicain (° 25 janvier 1816).
- 22 juin : Aimable Pélissier, gouverneur général de l'Algérie et maréchal de France (° 6 novembre 1794).
- 23 juin : Christian Ludwig Brehm, ornithologue allemand 24 janvier 1787).

- 5 juillet : Andrew Reeder, homme politique américain (° 12 juillet 1807).
- 31 juillet : Louis Hachette, éditeur français (° 5 mai 1800).

- 4 août : Jean Joseph Vaudechamp, peintre français (° 20 décembre 1790).
- 7 août : Janez Puhar, prêtre, photographe, poète et peintre slovène alors dans l'empire d'Autriche (° 26 août 1814).
- 26 août : Émile-Joseph-Maurice Chevé, professeur de musique français (° 1er juin 1804).
- 30 août : Joseph-Constant Ménissier, peintre religieux français (° 24 mars 1808).
- 31 août : Ferdinand Lassalle, homme politique et écrivain allemand (° 11 avril 1825).

- 1er septembre : Barthélemy Prosper Enfantin, disciple et successeur de Saint-Simon (° 8 février 1796).
- 8 septembre : Johannes von Geissel, cardinal allemand (° 5 février 1796).

- 4 octobre : Jasmin, poète occitan (° 6 mars 1798).
- 10 octobre : Jacques-François Gallay, corniste, professeur de musique et compositeur français (° 8 décembre 1795).
- 20 octobre : Carl Christian Rafn, archéologue danois (° 16 janvier 1795).

- 15 novembre : Abel Dimier, sculpteur français (° 14 septembre 1794).

- 4 décembre : Espérance Langlois, peintre et graveuse française (° 19 octobre 1805).
- 5 décembre : George Howard, 7e comte de Carlisle, homme politique britannique (° 18 avril 1802).
- 8 décembre : George Boole, logicien et mathématicien britannique (° 2 novembre 1815).
- 20 décembre : Joseph-Édouard Turcotte, avocat et homme politique canadien (° 10 octobre 1808).

- Date inconnue :
  - Raffaele Carelli, peintre italien (° 25 septembre 1795).
  - Carlo Restallino, peintre et graveur italien (° 1776).